# Octavian Muntean (delegat)
Octavian Muntean (n. 1860, Simeria, județul Hunedoara – d. 1923) a fost un deputat în Marea Adunare Națională de la Alba Iulia, organismul legislativ reprezentativ al „tuturor românilor din Transilvania, Banat și Țara Ungurească”, cel care a adoptat hotărârea privind Unirea Transilvaniei cu România, la 1 decembrie 1918:p. 213.

## Biografie
Octavian Muntean a făcut școala primară și, ajuns la maturitate, este unul dintre cei mai destoinici locuitori ai satului, fiind ales primar. Era singurul cetățean din sat abonat la Foaia Poporului. Cunoștea alfabetul chirilic și a cântat și în strana bisericii. A decedat în anul 1923, fiind înmormântat în cimitirul din satul Tâmpa județul Hunedoara:p. 213.

## Activitatea politică
Ca deputat în Adunarea Națională din 1 decembrie 1918, Octavian Muntean a fost delegat al Cercului electoral Deva:p. 213.